# Ptilodon hasegawai
Ptilodon hasegawai är en fjärilsart som beskrevs av Okano 1955. Ptilodon hasegawai ingår i släktet Ptilodon och familjen tandspinnare. Inga underarter finns listade.